# Marion Hutton
Marion Hutton (10 de marzo de 1919 - 10 de enero de 1987) fue una cantante y actriz de estadounidense.

## Biografía
Nacida en Battle Creek (Míchigan), su verdadero nombre era Marion Thornburg. Era la hermana mayor de la actriz Betty Hutton y, siendo ellas jóvenes, su padre abandonó a la familia, suicidándose posteriormente. Para sacar adelante a la familia, su madre hubo de ocuparse en diversos trabajos, incluido el contrabando de licores.
Ambas hermanas cantaron con la orquesta de Vincent Lopez, y Marion Hutton fue descubierta por Glenn Miller e invitada a sumarse a su orquesta en 1938. Debido a que era menor de edad, a Hutton no se le permitió cantar en nightclubs, y Glenn Miller y su esposa, Helen Burger, firmaron documentos para declararse sus padres adoptivos y poder entrar en los clubes con ella. Hutton siguió trabajando con Miller hasta la desaparición de su banda en 1942.
Marion Hutton tuvo un pequeño papel en el film de 1942 Orchestra Wives (Twentieth Century Fox), en el cual actuaba la Orquesta de Glenn Miller. Tras alistarse Glenn Miller en 1942 en las Fuerzas Aéreas del Ejército de los Estados Unidos, ella trabajó con el colaborador y alumno de Miller Tex Beneke y con los Modernaires haciendo una gira. El siguiente evento de importancia de su carrera fue un papel en In Society, protagonizada por Bud Abbott y Lou Costello mediada la década de 1940. 
Marion Hutton también actuó con la orquesta de Desi Arnaz en octubre de 1947 en el Teatro Radio City de Minneapolis. A finales de esa década la carrera de Hutton declinaba. Su último papel para el cine tuvo lugar en 1949 en el film de los Hermanos Marx Amor en conserva.

## Vida personal
Hutton se casó en 1940 con Jack Philbin, publicista y futuro productor televisivo de Jackie Gleason. La pareja tuvo dos hijos, John y Phillip. Su siguiente matrimonio fue con el escritor Jack Douglas, con el que tuvo un tercer hijo, Peter. La última boda de Marion Hutton tuvo lugar en 1954 con Vic Schoen, arreglista de las The Andrews Sisters y de Bing Crosby, entre otros artistas.
En 1965, según New York Times, Marion Hutton buscó tratamiento para varias adicciones. Además, cumplidos más de cincuenta años de edad retomó los estudios que no había completado en su juventud, formándose en psicología y encontrando trabajo en un hospital de su zona.
En 1981, con problemas financieros importantes, Hutton y Vic Schoen se mudaron de Irvine (California) a Kirkland (Washington) (un suburbio de Seattle) y fundaron Residence XII, un centro para el tratamiento de los adictos al alcohol y a las drogas, en el cual ella era la directora ejecutiva. Schoen y Hutton habían sido alcohólicos en los años setenta, consiguiendo superar su adicción y uniéndose a Alcohólicos Anónimos, asociación con la que trabajaron hasta finales de la década de 1980. En 1984 Schoen hizo los arreglos musicales de la producción de Public Broadcasting Service Glenn Miller Remembered, cinta en la que colaboraban Tex Beneke y Marion Hutton.
Marion Hutton falleció en Kirkland (Washington) a causa de un cáncer el 10 de enero de 1987, a los 67 años de edad.
, Kirkland, Washington